# Overton-ablak
Az Overton-ablak a legtöbb ember által, politikailag elfogadható politikák köre egy adott pillanatban. A kifejezést Joseph P. Overtontól kapta, aki kijelentette, hogy egy ötlet politikai életképessége elsősorban attól függ, hogy ebbe a tartományba esik-e, nem pedig a politikusok egyéni preferenciáitól. Overton szerint az ablak keretezi azon politikák körét, amelyeket egy politikus ajánlhat anélkül, hogy túl szélsőségesnek tűnne a közhivatal megszerzéséhez vagy megtartásához, tekintettel az akkori közvélemény légkörére.
Joshua Treviño politikai kommentátor azt feltételezte, hogy a közgondolatok elfogadásának fokai nagyjából:
- Elképzelhetetlen
- Radikális
- Elfogadható
- Észszerű
- Népszerű
- Irányelv

## Fordítás
Ez a szócikk részben vagy egészben  az   Overton window című angol Wikipédia-szócikk ezen változatának fordításán alapul.  Az eredeti cikk szerkesztőit annak laptörténete sorolja fel. Ez a jelzés csupán a megfogalmazás eredetét és a szerzői jogokat jelzi, nem szolgál a cikkben szereplő információk forrásmegjelöléseként.